# 斯凯㹴
斯凱㹴（Skye Terrier）是一個犬種，耐寒㹴和養犬俱樂部「最瀕危的英國本土犬種」中之一。